# روزول، نیومکزیکو (مجموعه تلویزیونی)
رازول، نیومکزیکو (انگلیسی: Roswell, New Mexico) یک مجموعۀ تلویزیونی درام علمی-تخیلی است که با نام شهر رازول، نیومکزیکو، توسط کارینا ادلی مک‌کنزی برای شبکۀ سی‌دبلیو ساخته شده‌است.
در آوریل ۲۰۱۹، این سریال برای فصل دوم تمدید شد، که در تاریخ ۱۶ مارس ۲۰۲۰ اجرا شد.
در ژانویۀ سال ۲۰۲۰، سی‌دبلیو این سریال را برای یک فصل سوم تمدید کرد.

## بررسی اجمالی سریال
یک دختر، پس از بازگشت به زادگاه خود روزول، نیومکزیکو، متوجه می‌شود که پسری که در دوران نوجوانی به او علاقه داشته یک بیگانۀ فضایی است که این راز را تمام زندگی خود را پنهان کرده‌است. او از این راز به امید یک تجدید رابطه محافظت می‌کند، اما هنگامی که یک حملۀ خشونت‌آمیز به حضور بیگانگان بیشتر در زمین اشاره می‌کند، سیاست ترس و نفرت تهدید به افشای او می‌کند ... .

## بازیگران و شخصیت‌ها

### اصلی
- جینی میسون به عنوان لیز اورتچو، یک پژوهشگر زیست پزشکی[۴]
- نیتن دین پارسونز، به عنوان مکس ایوانز، یک رهبر موروثی بیگانه و معاون کلانتر روزول[۵]
- مایکل ولمیس به عنوان مایکل گورین، یک بیگانه نابغه و دردسرساز
- لیلی کولز به عنوان ایزابل ایوانز، بیگانه و خواهر مکس
- تایلر بلکبرن به عنوان الکس مانس، یک جانباز نظامی
- هدر سیمنز به عنوان ماریا دلوکا، بهترین دوست لیز و رزا
- مایکل تروینو به عنوان کایل والنتی، یک پزشک و پسر کلانتر شهر[۶]
- ترور سنت جان به عنوان جسی مانس، پدر الکس و یک گروهبان ارشد ارشد[۷]
- کارن اوبروی در نقش نوا براکن (فصل ۱؛ مهمان، فصل ۲)، شوهر وکیل جذاب و فداکار ایزابل[۸]
- امبر میدتاندر به عنوان رزا اورتچو (فصل ۲؛ دوره ای فصل ۱) خواهر بزرگتر لیز[۹]

### دوره ای
- رزا آردوندو به عنوان کلانتر والنتی، مادر کایل
- کارلوس کامپن در نقش آرتورو اورتچو، پدر لیز[۱۰]
- رایلی ولکل به عنوان جنا کامرون، معاون و همکار مکس.[۱۱]
- شری سام به عنوان میمی دلوکا، مادر ماریا[۱۲]
- کلودیا بلک به عنوان مادر فرزندخوانده آن ایوانز، مکس و ایزابل[۱۳]
- دیلان مک تی به عنوان وایات لانگ[۱۴]

## فیلمبرداری
فیلمبرداری برای قسمت اول، در البوکرکی و سانتافه، نیومکزیکو صورت گرفت. تولید قسمت اول ۱۴ مارس ۲۰۱۸ آغاز شد و در ۳۰ مارس ۲۰۱۸ به پایان رسید. فیلمبرداری بقیه قسمت‌ها در ۱۳ اوت ۲۰۱۸ در لاس وگاس، نوادا و سانتافه ادامه یافت.

## رسانه‌های خانگی
مجموعۀ بایگانی وارنر قصد دارد یک دی‌وی‌دی تولید براساس تقاضا از نخستین فصل را در تاریخ ۲۸ ژانویۀ سال ۲۰۲۰ منتشر کند.